# Actoés VIII
Actoés VIII (em grego clássico: Αχθωης; romaniz.: Achthoes) ou Meribré Queti VIII (em egípcio: mr.j-j-jb-rˁ ḫtj(j)) foi um faraó da IX ou X dinastia. É atestado num cajado de ébano quebrado encontrado numa tumba em Meir, num vaso de cobre do Louvre e num baú de marfim incrustrado fragmentado de Lixte.